# Cautires arribasae
Cautires arribasae – gatunek chrząszcza z rodziny karmazynkowatych i podrodziny Lycinae.
Gatunek ten opisany został po raz pierwszy w 2016 roku przez Alice Jiruskovą, Michala Motykę i Ladislava Bocáka z Uniwersytetu Palackiego na łamach European Journal of Taxonomy. Opisu dokonano na podstawie dwóch okazów odłowionych w 2013 roku. Jako miejsce typowe wskazano górę Gunung Beremban. Epitet gatunkowy nadano na cześć koleopterolog Pauli Arribas. 
Chrząszcz o smukłym ciele długości około 9,8 mm. Ubarwiony jest czarno z rudym owłosieniem w nasadowych ćwiartce pierwszorzędowych i nasadowej 1/5 drugorzędowych żeberek na pokrywach. Mała głowa zaopatrzona jest w blaszkowate czułki oraz duże, półkuliste oczy złożone o średnicach wynoszących 1,36 ich rozstawu. Przedplecze ma około 1,5 mm długości, 2,05 mm szerokości, tępe kąty przednie, lekko wklęsłe krawędzie boczne oraz ostro wystające kąty tylne. Listewki dzielą jego powierzchnię na siedem komórek (areoli), z których środkowa jest kompletna, odgraniczona ostrymi listewkami i przylega do tylnego brzegu przedplecza. Pokrywy mają równoległe boki i powierzchnię podzieloną dobrze rozwiniętymi żeberkami podłużnymi pierwszo- i drugorzędowymi  oraz gęsto rozmieszczonymi żeberkami poprzecznymi na komórki (areole). Genitalia samca cechują się prąciem smukłym w nasadowych ⅔ i niemal dwukrotnie szerszym w części wierzchołkowej o tępym szczycie.
Owad orientalny, endemiczny dla Malezji, znany tylko z lokalizacji typowej w stanie Pahang. Spotykany był na wysokości 1480 m n.p.m. Zamieszkuje górskie lasy.